# Panamerikanische Spiele 2023/Fußball
Bei den Panamerikanischen Spielen 2023 in der chilenischen Hauptstadt Santiago de Chile wurden vom 22. Oktober bis 4. November 2023 insgesamt zwei Turniere im Fußball ausgetragen, davon je eines bei den Männern und bei den Frauen. Austragungsorte waren das Estadio Sausalito bei den Männern und das Estadio Elías Figueroa Brander bei den Frauen.
Bei den Männern waren nur U23-Mannschaften zugelassen, während es bei den Frauen keine Alters-Einschränkung gab. Die USA traten aber bei den Frauen mit ihrer U-19-Mannschaft an.

## Bilanz

### Medaillenspiegel
| Platz  | Land               | Gold | Silber | Bronze | Gesamt |
| ------ | ------------------ | ---- | ------ | ------ | ------ |
| 1      | Mexiko             | 1    | —      | 1      | 2      |
| 2      | Brasilien          | 1    | —      | —      | 1      |
| 3      | Chile              | —    | 2      | —      | 2      |
| 4      | Vereinigte Staaten | —    | —      | 1      | 1      |
| Gesamt | Gesamt             | 2    | 2      | 2      | 6      |

### Medaillengewinner
| Disziplin | Gold | Silber | Bronze |
| --------- | --- | --- | --- |
| Männer    | BrasilienMycael Andrew Matheus Donelli Miranda Michel Thauan Lara Gustavo Martins Arthur Chaves Patryck Lanza Ronald Falkoski Matheus Dias Guilherme Biro Igor Jesus Marquinhos Gabriel Pirani Matheus Nascimento Figueiredo Kaio César                                                                    | ChileBrayan Cortés Tomás Ahumada Jonathan Villagra Bruno Gutiérrez Daniel Gutiérrez Matías Zaldivia Antonio Díaz Felipe Loyola Vicente Pizarro César Fuentes Lucas Assadi César Pérez Alfred Canales Maximiliano Guerrero Alexander Aravena Clemente Montes Julián Alfaro Damián Pizarro | MexikoFernando Tapia Eduardo García Pablo Monroy Emilio Lara Rafael Fernández Mauricio Isais Jesús Garza Antonio Leone Érik Lira Raymundo Fulgencio Fidel Ambríz Jordan Carrillo Bryan González Sebastián Pérez Bouquet Camuto Arciga Ettson Ayón Jesús Brigido Ali Ávila                   |
| Frauen    | MexikoEsthefanny Barreras Rebeca Bernal Scarlett Camberos Alicia Cervantes Charlyn Corral Alexia Delgado Greta Espinoza Alejandría Godínez Nicolette Hernández Karla Nieto Diana Ordóñez Jacqueline Ovalle Kiana Palacios Anika Rodríguez Karina Rodríguez Kimberly Rodríguez María Sánchez Araceli Torres | ChileYenny Acuña Yanara Aedo Anaís Alvarez Karen Araya Antonia Canales Franchesca Caniguán Christiane Endler Karen Fuentes Su Helen Galaz Yastin Jiménez Yessenia López Michelle Olivares Isidora Olave Fernanda Pinilla Fernanda Ramírez Camila Sáez María José Urrutia Daniela Zamora  | Vereinigte StaatenEmeri Adames Aven Alvarez Kendall Bodak Jordan Bugg Katie Shea Collins Nicki Fraser Claire Hutton Sonoma Kasica Reese Klein Eleanor Klinger Charlotte Kohler Lauren Martinho Ava McDonald Grace Restovich Samantha Smith Gisele Thompson Kealey Titmuss Amalia Villarreal |